# アルキタス (クレーター)
アルキタス(Archytas) は、月の表側にある衝突クレーターであり、氷の海の北端に位置する。数学を機械学に初めて応用したギリシャの哲学者、アルキタスにちなんで名づけられた。アルキタスの北西にはアルキタスとほぼ同等の大きさのティマイオスが、アルキタスの南東にはアルキタスよりやや小さなプロタゴラスが位置している。アルキタスの南西には、氷の海を挟んで、巨大なプラトンが位置している。
アルキタスの周壁は鋭い岩肌をしており、小隕石の衝突などによる風化はあまり見られない。周壁は円に近い形状をしており、南東部がわずかに膨らんでいる。周壁の内側の麓には岩石が堆積し、でこぼこの土地となっている。アルキタスの中心からやや東にはずれた地点には2つの中央丘が存在する。アルキタスの南側の周囲は、アルキタスの南に広がっている氷の海を形成する溶岩で覆われているため、滑らかな平地である。一方、アルキタスの北側の周囲は起伏の激しい荒地となっている。
アルキタスの従属クレーターであるアルキタスBはアルキタスの北西に位置しており、氷の海の海から流入した溶岩によって湾を形成している。

## 従属クレーター
アルキタスのごく近くにある小さな無名のクレーターについては、アルファベットを付加することによって識別される。
| 名称 | 月面緯度     | 月面経度     | 直径  |
| ---- | ------------ | ------------ | ----- |
| B    | 北緯 61.3 度 | 東経 3.2 度  | 36 km |
| D    | 北緯 63.5 度 | 東経 11.8 度 | 43 km |
| G    | 北緯 55.6 度 | 東経 0.5 度  | 7 km  |
| K    | 北緯 62.6 度 | 東経 7.7 度  | 15 km |
| L    | 北緯 56.2 度 | 東経 0.9 度  | 5 km  |
| U    | 北緯 62.8 度 | 東経 9.2 度  | 8 km  |
| W    | 北緯 61.2 度 | 東経 5.2 度  | 6 km  |